# Lijst van interlands Belgisch voetbalelftal 1900-1919
Deze pagina toont een chronologisch en gedetailleerd overzicht van de interlands die het Belgisch voetbalelftal speelde in de periode 1900 – 1919.

## Interlands

### 1904
|                                                                       |                                 |       |                                  | |
| 1 mei 1904                                                            | België                          | 3 - 3 | Frankrijk                        | Opstelling België: |
| Vriendschappelijk De Ganzenvijver, Brussel Scheidsrechter: John Keene | Quéritet 7', 50' Destrebecq 65' |       | 12' Mesnier 13' Royet 87' Cypres | Verdyck; Friling, Poelmans; Vanden Eynde, C. Cambier, Van Hoorden ; Tobias, Wigand, Quéritet, Destrebecq, Vanderstappen Bondscoach: Édouard de Laveleye Debuut: Alfred Verdyck (Antwerp FC), Albert Friling (Beerschot AC), Edgard Poelmans (Union Sint-Gillis), Guillaume Vanden Eynde (Union Sint-Gillis), Charles Cambier (FC Brugge), Camille Van Hoorden (RC Brussel), Maurice Tobias (Union Sint-Gillis), Alexandre Wigand (Union Sint-Gillis), Georges Quéritet (RC Brussel), Pierre Destrebecq (Union Sint-Gillis), Charles Vanderstappen (Union Sint-Gillis) |

### 1905
|                                                                                   |                 |              |                               | |
| 30 april 1905                                                                     | België          | 1 - 4 (n.v.) | Nederland                     | Opstelling België: |
| Vriendschappelijk Coupe Vanden Abeele Kiel, Antwerpen Scheidsrechter: Frank König | Stom 87' (e.d.) |              | 80', 106', 117', 119' De Neve | Thornton; Andrieu, Poelmans; Raemaekers, Grumeau, Van Hoorden ; C. Robyn, Brandsteert, G. Vanderstappen, Destrebecq, C. Vanderstappen Bondscoach: Édouard de Laveleye Debuut: Eric Thornton (Léopold CB), Emile Andrieu (RC Brussel, Hector Raemaekers (RC Brussel, Paul Grumeau (Union Sint-Gillis), Clément Robyn (Daring CB), Prosper Brandsteert (Daring CB), Gustave Vanderstappen (Union Sint-Gillis) |

|                                                                                 |                                                                |       |           | |
| 7 mei 1905                                                                      | België                                                         | 7 - 0 | Frankrijk | Opstelling België: |
| Vriendschappelijk De Ganzenvijver, Brussel Scheidsrechter: Rodolphe Seeldrayers | Van Hoorden 15', 70' Destrebecq 19', 55', 86' Theunen 30', 80' |       |           | Hustin; Poelmans, Moreau de Melen; Raemaekers, Dedecker, Van Hoorden ; Tobias, Theunen, G. Vanderstappen, Destrebecq, C. Vanderstappen Bondscoach: Édouard de Laveleye Debuut: Robert Hustin (RC Brussel), Ernest Moreau de Melen (FC Luik), Henri Dedecker (RC Brussel), Laurent Theunen (RC Brussel) |

| |                                                   |       |        | |
| 14 mei 1905                                                                                              | Nederland                                         | 4 - 0 | België | Opstelling België: |
| Vriendschappelijk Rotterdamsch Nieuwsblad Beker Schuttersveld, Rotterdam Scheidsrechter: Henri Vermeulen | Hesselink 74' de Neve 76' (pen.), 84' Lutjens 84' |       |        | Thornton; Poelmans, Van Hoorden ; Vanden Eynde, Dedecker, Rodemne; Tobias, Theunen, G. Vanderstappen, Destrebecq, C. Vanderstappen Bondscoach: Édouard de Laveleye Debuut: Joseph Rodemne (Union Sint-Gillis) |

### 1906
|                                                                           |           |       |                                               | |
| 22 april 1906                                                             | Frankrijk | 0 - 5 | België                                        | Opstelling België: |
| Vriendschappelijk La Faisanderie, Saint-Cloud Scheidsrechter: Edward Wood |           |       | 30', 35' Feye 40' Van Hoorden 58', 60' Deveen | Hustin; Piérard, Poelmans; Vanden Eynde, C. Cambier, Van Hoorden ; Wright, R. Feye, Deveen, Destrebecq, Goetinck Bondscoach: Édouard de Laveleye Debuut: Roger Piérard (Union Sint-Gillis), Alphonse Wright (RC Brussel), René Feye (Léopold CB), Robert Deveen (FC Brugge), Robert Goetinck (FC Brugge) |

|                                                                                    |                                                    |       |           | |
| 29 april 1906                                                                      | België                                             | 5 - 0 | Nederland | Opstelling België: |
| Vriendschappelijk Coupe Vanden Abeele Kiel, Antwerpen Scheidsrechter: Pat Harrower | Vanden Eynde 15' Goetinck 40' Deveen 52', 68', 80' |       |           | Hustin; Piérard, Poelmans; Vanden Eynde, C. Cambier, Van Hoorden ; Wright, R. Feye, Deveen, Destrebecq, Goetinck Bondscoach: Édouard de Laveleye |

| |                              |       |                                 | |
| 13 mei 1906                                                                                              | Nederland                    | 2 - 3 | België                          | Opstelling België: |
| Vriendschappelijk Rotterdamsch Nieuwsblad Beker Schuttersveld, Rotterdam Scheidsrechter: Herbert Willing | Muller 32' Van der Vinne 54' |       | 76', 88' Cambier 81' Destrebecq | Hustin; Piérard, Poelmans; Vanden Eynde, C. Cambier, Van Hoorden ; Wright, Wigand, Deveen, Destrebecq, Goetinck Bondscoach: Édouard de Laveleye |

### 1907
|                                                                                    |          |              |                              | |
| 14 april 1907                                                                      | België   | 1 - 3 (n.v.) | Nederland                    | Opstelling België: |
| Vriendschappelijk Coupe Vanden Abeele Kiel, Antwerpen Scheidsrechter: Pat Harrower | Feye 31' |              | 74', 118' Van Gogh 99' Feith | Hustin; Piérard, Poelmans; Vanden Eynde, C. Cambier, Van Hoorden ; Reuse, R. Feye, Deveen, Vanderstappen, Goetinck Bondscoach: Édouard de Laveleye Debuut: Emile Reuse (FC Brugge) |

|                                                                            |             |       |                        | |
| 21 april 1907                                                              | België      | 1 - 2 | Frankrijk              | Opstelling België: |
| Vriendschappelijk De Ganzenvijver, Brussel Scheidsrechter: Herbert Willing | Cambier 18' |       | 41' Royet 72' François | Hustin; M. Feye, Poelmans; Vanden Eynde, C. Cambier, Van Hoorden ; Wright, R. Feye, Deveen, C. Robyn, Goetinck Bondscoach: Édouard de Laveleye Debuut: Marcel Feye (Léopold CB) |

| |           |       |                       | |
| 9 mei 1907                                                                                             | Nederland | 1 - 2 | België                | Opstelling België: |
| Vriendschappelijk Rotterdamsch Nieuwsblad Beker Haarlemstadion, Haarlem Scheidsrechter: Ernest Holland | Feith 54' |       | 14' Feye 60' Goetinck | Fourneaux; C. Cambier, J. Robyn; Raemaekers, A. Cambier, Van Hoorden ; Wright, Feye, Vertongen, Saeys, Goetinck Bondscoach: Édouard de Laveleye Debuut: Carl Fourneaux (Léopold CB), Arthur Cambier (FC Brugge), Joseph Robyn (Daring CB), Maurice Vertongen (RC Brussel), Louis Saeys (Cercle Brugge) |

### 1908
|                                                                                    |               |       |                                            | |
| 29 maart 1908                                                                      | België        | 1 - 4 | Nederland                                  | Opstelling België: |
| Vriendschappelijk Coupe Vanden Abeele Kiel, Antwerpen Scheidsrechter: Pat Harrower | Vertongen 81' |       | 12' Ruffelse 50', 74' Thomée 85' De Korver | Hustin; Poelmans, J. Robyn; Vanden Eynde, C. Cambier, Van Hoorden ; Tobias, Mathot, Vertongen, Saeys, Van Bocxtaele Bondscoach: Édouard de Laveleye Debuut: Georges Mathot (Union Sint-Gillis), Edgard Van Bocxtaele (FC Brugge) |

|                                                                      |                   |       |                 | |
| 12 april 1908                                                        | Frankrijk         | 1 - 2 | België          | Opstelling België: |
| Vriendschappelijk Matinstadion, Colombes Scheidsrechter: James Stark | Verlet 76' (pen.) |       | 22', 34' Deveen | Leroy; Piérard, Poelmans; Vanden Eynde, C. Cambier, Van Hoorden ; Tobias, Vertongen, Deveen, Saeys, Van Bocxtaele Bondscoach: Édouard de Laveleye Debuut: Henri Leroy (Union Sint-Gillis) |

|                                                                      |                 |       |                                                                                  | |
| 18 april 1908                                                        | België          | 2 - 8 | Engeland (am.)                                                                   | Opstelling België: |
| Vriendschappelijk Longchamps, Brussel Scheidsrechter: Bill Dijxhoorn | Deveen 28', 48' |       | 4', 83' Purnell 11', 24', 85' Stapley 39' (e.d.) Hustin 66' Woodward 70' Hardman | Hustin; Piérard, Poelmans; Vanden Eynde, C. Cambier, Van Hoorden ; Tobias, Deveen, G. Vanderstappen, Saeys, Hebdin Bondscoach: Édouard de Laveleye Debuut: Georges Hebdin (Union Sint-Gillis) |

| |                                             |       |           | |
| 26 april 1908                                                                                        | Nederland                                   | 3 - 1 | België    | Opstelling België: |
| Vriendschappelijk Rotterdamsch Nieuwsblad Beker Schuttersveld, Rotterdam Scheidsrechter: J. Howcroft | Snethlage 17' Thomée 36' (pen.), 63' (pen.) |       | 90' Saeys | Leroy; Piérard, Poelmans; Vanden Eynde, C. Cambier (46' Mathot), Van Hoorden ; Tobias, Suetens, Deveen, Saeys, Hebdin Bondscoach: Édouard de Laveleye Debuut: Jules Suetens (Antwerp FC) |

|                                                                            |                             |       |             | |
| 26 oktober 1908                                                            | België                      | 2 - 1 | Zweden      | Opstelling België: |
| Vriendschappelijk De Ganzenvijver, Brussel Scheidsrechter: Charles Barette | Kervorkian 30' Goossens 31' |       | 39' Ohlsson | Leroy; Joux, Hubin; Vanden Eynde, C. Cambier, Van Hoorden ; Meulders, Goossens, Kervorkian, Paternoster, Van Bocxtaele Bondscoach: Édouard de Laveleye Debuut: Louis Joux (Léopold CB), Gaston Hubin (Excelsior SC), Guillaume Meulders (RC Gent), Fernand Goossens (RC Brussel), Vahram Kervokain (Beerschot AC), Désiré Paternoster (FC Brugge) |

### 1909
|                                                                                   |              |       |                                                   | |
| 21 maart 1909                                                                     | België       | 1 - 4 | Nederland                                         | Opstelling België: |
| Vriendschappelijk Coupe Vanden Abeele Kiel, Antwerpen Scheidsrechter: Thomas Kyle | Poelmans 79' |       | 11' Snethlage 19' Kessler 38' Welcker 79' Lutjens | Hustin; Piérard, Poelmans; Vertongen, C. Cambier, Van Hoorden ; Hebdin, Pootmans, Deveen, Saeys, Van Bocxtaele Bondscoach: Édouard de Laveleye Debuut: Georges Pootmans (Beerschot AC) |

|                                                                                |                                                       |        |                 | |
| 19 april 1909                                                                  | Engeland (am.)                                        | 11 - 2 | België          | Opstelling België: |
| Vriendschappelijk White Hart Lane, Londen Scheidsrechter: Christiaan Groothoff | Stapley 15', Cyril Dunning , Raine Woodward , Champan |        | 35', 70' Deveen | Van Melderen; Friling , Sterckval; Lefebvre, Cambier, Braeckman; Pootmans, Goossens, Deveen, Saeys, Van Bocxtaele Bondscoach: Édouard de Laveleye Debuut: Godefroid Van Melderen (Daring CB), Jacques Sterckval (RC Brussel), Maurice Lefebvre (Daring CB), Prosper Braeckman (Daring CB) |

| |                                    |       |              | |
| 25 april 1909                                                                                        | Nederland                          | 4 - 1 | België       | Opstelling België: |
| Vriendschappelijk Rotterdamsch Nieuwsblad Beker Prinsenlaan, Rotterdam Scheidsrechter: John Howcroft | Lutjens 2' Snethlage 21', 32', 54' |       | 58' Goossens | Van Melderen; Andrieu, Sterckval; Raemaekers, C. Cambier, Van Hoorden ; Pootmans, Goossens, Deveen, Theunen, Van Bocxtaele Bondscoach: Édouard de Laveleye |

|                                                                             |                                                  |       |                      | |
| 9 mei 1909                                                                  | België                                           | 5 - 2 | Frankrijk            | Opstelling België: |
| Vriendschappelijk De Ganzenvijver, Brussel Scheidsrechter: James Schumacher | Deveen 30', 41', 80' Van Hoorden 83' Theunen 85' |       | 60' Mouton 89' Rigal | Hustin; Andrieu, J. Robyn; Raemaekers, C. Cambier, Van Hoorden ; Pootmans, Goossens, Deveen, Theunen, Van Bocxtaele Bondscoach: Édouard de Laveleye |

### 1910
|                                                                                        |                          |              |                         | |
| 13 maart 1910                                                                          | België                   | 3 - 2 (n.v.) | Nederland               | Opstelling België: |
| Vriendschappelijk Coupe Vanden Abeele Kiel, Antwerpen Scheidsrechter: James Schumacher | Deveen 19', 24' Six 119' |              | 21' Lutjens 26' Kessler | M. Feye ; Bouttiau, Andrieu; Petit, C. Cambier, Goossens; Goetinck, Six, Deveen, Saeys, Paternoster Bondscoach: William Maxwell Debuut: Paul Bouttiau (Standard Luik), Maurice Petit (Standard Luik), Alphonse Six (Cercle Brugge) |

|                                                                           |                         |       |                    | |
| 26 maart 1910                                                             | België                  | 2 - 2 | Engeland (am.)     | Opstelling België: |
| Vriendschappelijk Langeveld, Brussel Scheidsrechter: Christiaan Groothoff | Six 23' Paternoster 25' |       | 16' Steer 55' Owen | M. Feye ; Bouttiau, Andrieu; Bauwens, C. Cambier, Braeckman; Goetinck, Six, Deveen, Saeys, Paternoster Bondscoach: William Maxwell Debuut: Charles Bauwens (Daring CB) |

| |           |       |                              | |
| 3 april 1910 | Frankrijk | 0 - 4 | België                       | Opstelling België: |
| Vriendschappelijk Fédération Gymnastique et Sportive des Patronages de France, Parijs Scheidsrechter: James Stark |           |       | 27', 70', 85' Six 73' Deveen | Kogel; Bouttiau, Andrieu ; Goossens, C. Cambier, Braeckman; Goetinck, Six, Deveen, Saeys, Paternoster Bondscoach: William Maxwell Debuut: Pierre Kogel (Standard Luik) |

| |                                                         |       |        | |
| 10 april 1910                                                                                         | Nederland                                               | 7 - 0 | België | Opstelling België: |
| Vriendschappelijk Rotterdamsch Nieuwsblad Beker Haarlemstadion, Haarlem Scheidsrechter: John Howcroft | Welcker 10', 28' Francken 15', 45', 62' Thomée 55', 80' |       |        | M. Feye ; Bouttiau, Andrieu; Goossens, C. Cambier, Braeckman, Goetinck, Six, Deveen, Saeys, Paternoster Bondscoach: William Maxwell |

|                                                                                              |           |       |                                  | |
| 16 mei 1910                                                                                  | Duitsland | 0 - 3 | België                           | Opstelling België: |
| Vriendschappelijk Platz des Duisburger Speilverein, Duisburg Scheidsrechter: Herbert Willing |           |       | 20', 48' Saeys 75' Van Staceghem | M. Feye ; Joux, Andrieu; Verbruggen, Vertongen, Bauwens; Reuse, Van Staceghem, Deveen, Saeys, Van Bocxtaele Bondscoach: William Maxwell Debuut: Edmond Verbruggen (Cercle Brugge), Edmond Van Staceghem (Daring CB) |

### 1911
|                                                                               |                                               |       |        | |
| 4 maart 1911                                                                  | Engeland (am.)                                | 4 - 0 | België | Opstelling België: |
| Vriendschappelijk Crystal Palace, Londen Scheidsrechter: Christiaan Groothoff | Poelmans 2' (e.d.) Webb 20', 23' Woodward 55' |       |        | Leroy; Andrieu, Poelmans ; Bossaert, Schietse, Bauwens; Goetinck, Six, Deveen, Saeys, Paternoster Bondscoach: William Maxwell Debuut: Oscar Bossaert (Daring CB), René Schietse (RC Gent) |

|                                                                                       |                 |       |                                              | |
| 19 maart 1911                                                                         | België          | 1 - 5 | Nederland                                    | Opstelling België: |
| Vriendschappelijk Coupe Vanden Abeele Kiel, Antwerpen Scheidsrechter: Thomas Campbell | Paternoster 78' |       | 8', 36', 55' Francken 83' Thomée 88' Welcker | Leroy; Andrieu, Poelmans; Bossaert, Vertongen, Van Hoorden ; Goetinck, Van Bocxtaele, Suetens, Saeys, Paternoster Bondscoach: William Maxwell |

| |                                       |       |         | |
| 2 april 1911                                                                                            | Nederland                             | 3 - 1 | België  | Opstelling België: |
| Vriendschappelijk Rotterdamsch Nieuwsblad Beker D.F.C.-terrein, Dordrecht Scheidsrechter: George Miller | Francken 28', 76' Van Breda Kolff 29' |       | 36' Six | Leroy; Strubbe, Hubin; Raemaekers, Nys, Van Hoorden ; Bouttiau, Van Houtte, Six, Saeys, Paternoster Bondscoach: William Maxwell Debuut: Jean Strubbe (FC Brugge), Camille Nys (Standard Luik), Jean Bouttiau (Standard Luik), Frans van Houtte (Cercle Brugge) |

|                                                                 |                          |       |              | |
| 23 april 1911                                                   | België                   | 2 - 1 | Duitsland    | Opstelling België: |
| Vriendschappelijk Cointe, Luik Scheidsrechter: James Schumacher | Van Houtte 32' Saeys 85' |       | 50' Förderer | Leroy; Andrieu, Hubin; Raemaekers, Nys, Van Hoorden ; Bouttiau, Van Houtte, Six, Saeys, Paternoster Bondscoach: William Maxwell |

|                                                                      |                                                             |       |           | |
| 30 april 1911                                                        | België                                                      | 7 - 1 | Frankrijk | Opstelling België: |
| Vriendschappelijk Rue de Forest, Brussel Scheidsrechter: James Stark | Deveen 20', 38', 42', 67', 86' Saeys 48' Saeys Bouttiau 60' |       | 75' Maës  | Leroy; Andrieu, Hubin; Hector Raemaekers, Nys, Van Hoorden ; Bouttiau, Nisot, Deveen, Saeys, Musch Bondscoach: William Maxwell Debuut: Joseph Musch (Union Sint-Gillis), Fernand Nisot (Léopold CB) |

### 1912
|                                                                       |           |       |                  | |
| 28 januari 1912                                                       | Frankrijk | 1 - 1 | België           | Opstelling België: |
| Vriendschappelijk Stade Bauer, Saint-Ouen Scheidsrechter: James Stark | Maës 86'  |       | 89' (pen.) Hubin | Leroy; Andrieu , Hubin; Bauwens, Vanden Eynde, Thys; Vergeylen, Six, Deveen, Saeys, Musch Bondscoach: William Maxwell Debuut: Joseph Thys (Union Sint-Gillis), Pierre Vergeylen (Union Sint-Gillis) |

|                                                                                       |                                                                   |       |                           | |
| 20 februari 1912                                                                      | België                                                            | 9 - 2 | Zwitserland               | Opstelling België: |
| Vriendschappelijk Stadion aan de Broodstraat, Antwerpen Scheidsrechter: Paul Schröder | Van Cant 4', 11' Saeys 22', 41', 67' Six 39', 42' Deveen 80', 83' |       | 61' (pen.) Weiss 77' Wyss | Chapey; Andrieu , Hubin; Bauwens, C. Cambier, Thys; Bouttiau, Six, Deveen, Saeys, Van Cant Bondscoach: William Maxwell Debuut: Robert Chapey (Daring CB), Jan Van Cant (RC Mechelen) |

|                                                                                     |           |       |                 | |
| 10 maart 1912                                                                       | België    | 1 - 2 | Nederland       | Opstelling België: |
| Vriendschappelijk Coupe Vanden Abeele Kiel, Antwerpen Scheidsrechter: Charles Crisp | Nisot 60' |       | 58', 72' Thomée | Leroy; Andrieu , Hubin; Bauwens, Nys, Van Hoorden; Bouttiau, Nisot, Brébart, Saeys, Van Cant Bondscoach: William Maxwell Debuut: Sylva Brébart (Daring CB) |

|                                                                     |           |       |                 | |
| 8 april 1912                                                        | België    | 1 - 2 | Engeland (am.)  | Opstelling België: |
| Vriendschappelijk Longchamps, Brussel Scheidsrechter: Paul Schröder | Nisot 32' |       | 30', 48' Bailey | Leroy; Andrieu , Hubin; Raemaekers, Bossaert, Thys; Bouttiau, Nisot, Brébart, Musch, Van Cant Bondscoach: William Maxwell |

| |                                      |       |                          | |
| 28 april 1912                                                                                          | Nederland                            | 4 - 3 | België                   | Opstelling België: |
| Vriendschappelijk Rotterdamsch Nieuwsblad Beker D.F.C.-terrein, Dordrecht Scheidsrechter: John Pearson | Van Berckel 1' Francken 2', 20', 62' |       | 27' Musch 43', 56' Nisot | Leroy (28' Van Hoorden); Andrieu , Hubin; Raemaekers, Bossaert, Thys; Goetinck, Nisot, Brébart, Musch, Van Cant Bondscoach: William Maxwell |

|                                                                            |                                         |       |        | |
| 9 november 1912                                                            | Engeland (am.)                          | 4 - 0 | België | Opstelling België: |
| Vriendschappelijk County Ground, Swindon Scheidsrechter: William Nunnerley | Woodward 10', 40' Healey 15' Wright 25' |       |        | Mayné; Robyn, Hubin; Hector Raemaekers, Bossaert , Thys; Goetinck (30' Musch), Nisot, Brébart, Van Cant, Demeyer Bondscoach: William Maxwell Debuut: Jules Mayné (RC Brussel), Clément Demeyer (Daring CB) |

### 1913
|                                                                             |                            |       |           | |
| 16 februari 1913                                                            | België                     | 3 - 0 | Frankrijk | Opstelling België: |
| Vriendschappelijk De Ganzenvijver, Brussel Scheidsrechter: James Schumacher | Nisot 21', 31' Bessems 52' |       |           | Mayné; D. Baes, Hubin; Thys, Bossaert , Braeckman; Bessems, Nisot, Brébart, Musch, Demeyer Bondscoach: William Maxwell Debuut: Dominique Baes (Cercle Brugge), Louis Bessems (Daring CB) |

|                                                                                         |                           |       |                                    | |
| 9 maart 1913                                                                            | België                    | 3 - 3 | Nederland                          | Opstelling België: |
| Vriendschappelijk Coupe Vanden Abeele Kiel, Antwerpen Scheidsrechter: Frederick Kirkham | Deveen 17', 29' Nisot 30' |       | 1' Bosschart 44' Haak 63' Francken | Mayné; Andrieu, Hubin; Thys, Bossaert , Braeckman, Bessems, Nisot, Deveen, Saeys, Becquevort Bondscoach: William Maxwell Debuut: Adolphe Becquevort (RC Brussel) |

|                                                                                                   |                               |       |                                     | |
| 20 april 1913                                                                                     | Nederland                     | 2 - 4 | België                              | Opstelling België: |
| Vriendschappelijk Rotterdamsch Nieuwsblad Beker Z.A.C. Stadion, Zwolle Scheidsrechter: John Baily | Bouvy 35' (pen.) De Groot 55' |       | 2' Suetens 20', 40' Musch 36' Nisot | Leroy; Swartenbroeks, Hubin; Thys, Bossaert , Suetens; Bessems, Nisot, Brébart, Musch, Hebdin Bondscoach: William Maxwell Debuut: Armand Swartenbroeks (Daring CB) |

|                                                                                |         |       |        | |
| 1 mei 1913                                                                     | Italië  | 1 - 0 | België | Opstelling België: |
| Vriendschappelijk Campo di Piazza d'Armi, Turijn Scheidsrechter: Henry Goodley | Ara 57' |       |        | O. Baes; Swartenbroeks, Hubin; Suetens, Bossaert , Braeckman; Bessems, Deveen, Brébart, Saeys, Becquevort Bondscoach: Selectiecomité Debuut: Omer Baes (Cercle Brugge) |

|                                                                      |             |       |                       | |
| 4 mei 1913                                                           | Zwitserland | 1 - 2 | België                | Opstelling België: |
| Vriendschappelijk Stadion Landhof, Bazel Scheidsrechter: Walter Sanß | Märki 85'   |       | 30' Brébart 80' Saeys | Baes; Swartenbroeks, Hubin; Raemaekers, Bossaert , Braeckman; Bessems, Suetens, Brébart, Saeys, Demeyer Bondscoach: Selectiecomité |

|                                                                              |                     |       |             | |
| 2 november 1913                                                              | België              | 2 - 0 | Zwitserland | Opstelling België: |
| Vriendschappelijk Stade du Panorama, Verviers Scheidsrechter: Willem Eijmers | Wertz 26' Nisot 85' |       |             | Leroy; Swartenbroeks, Hubin; Thys, Bossaert , De Coster; Goetinck, Wertz, Nisot, Musch, Hebdin Bondscoach: Selectiecomité Debuut: Maurice De Coster (RC Brussel), Fernand Wertz (Antwerp FC) |

|                                                                                             |                                              |       |                      | |
| 23 november 1913                                                                            | België                                       | 6 - 2 | Duitsland            | Opstelling België: |
| Vriendschappelijk Stadion aan de Broodstraat, Antwerpen Scheidsrechter: Hans Meerum Terwogt | Brébart 16', 41', 63' Van Cant 27', 28', 87' |       | 55' Wegele 67' Fuchs | Leroy; C. Cambier, Hubin; Thys, Bossaert , De Coster; Musch, Wertz, Brébart, Van Cant, Hebdin Bondscoach: Selectiecomité |

### 1914
|                                                                                  |                                                |       |                                 | |
| 25 januari 1914                                                                  | Frankrijk                                      | 4 - 3 | België                          | Opstelling België: |
| Vriendschappelijk Stade Victor Boucquey, Rijsel Scheidsrechter: Herbert Mortimer | Hanot 16' (pen.) Bard 24' Jourde 37' Dubly 65' |       | 6' Van Cant 8' Brébart 41' Thys | Leroy ; Verbeeck, Hubin; Thys, Nisot, De Coster; Musch, Wertz, Brébart, Van Cant, Hebdin Bondscoach: Charles Bunyan Debuut: Oscar Verbeeck (Union Sint-Gillis) |

|                                                                       |            |       |                                                                 | |
| 24 februari 1914                                                      | België     | 1 - 8 | Engeland (am.)                                                  | Opstelling België: |
| Vriendschappelijk Longchamps, Brussel Scheidsrechter: Fernand Jenicot | 6' Brébart |       | Moore 43', 51' Sharpe 44', 55' Louch 49', 83', 87' Woodward 81' | Brichant; Swartenbroeks, Hubin; Thys, C. Cambier, De Coster; Musch, Wertz, Brébart, Nisot, Van Cant Bondscoach: Charles Bunyan Debuut: Fernand Brichant (RC Brussel) |

|                                                                                        |                         |       |                                          | |
| 15 maart 1914                                                                          | België                  | 2 - 4 | Nederland                                | Opstelling België: |
| Vriendschappelijk Coupe Vanden Abeele Kiel, Antwerpen Scheidsrechter: James Schumacher | Brébart 18' (pen.), 68' |       | 32', 74' Kessler 63' Westra 80' Francken | Leroy; Swartenbroeks, Hubin; Thys , Suetens, De Coster; Musch, Nisot, Brébart, Saeys, Van Cant Bondscoach: Charles Bunyan |

| |                                        |       |                        | |
| 26 april 1914 | Nederland                              | 4 - 2 | België                 | Opstelling België: |
| Vriendschappelijk Rotterdamsch Nieuwsblad Beker Het Nederlandsch Sportpark, Amsterdam Scheidsrechter: John Pearson | Buitenweg 15', 81' Vos 24' Kessler 62' |       | 37' Van Cant 40' Nisot | Brichant; Swartenbroeks, Hubin; Suetens, Schietse, Thys ; Goetinck, Nisot, Bragard, Van Cant, Hebdin Bondscoach: Charles Bunyan Debuut: Mathieu Bragard (CS Verviétois) |

### 1919
|                                                                                |                              |       |                | |
| 9 maart 1919                                                                   | België                       | 2 - 2 | Frankrijk      | Opstelling België: |
| Vriendschappelijk De Ganzenvijver, Brussel Scheidsrechter: Christian Groothoff | Michel 5' Gamblin 75' (e.d.) |       | 80', 89' Hanot | Leroy; Swartenbroeks, Verbeeck; Musch (46' Van Hege), Moucheron, Thys; Bessems, Coppée, Vlamynck, Michel, Hebdin Bondscoach: Édouard de Laveleye Debuut: Louis Van Hege (Union Sint-Gillis), François Moucheron (Daring CB), Robert Coppée (Union Sint-Gillis), Honoré Vlamynck (Daring CB), Georges Michel (Léopold CB) |

België · Bohemen · Denemarken · Duitsland · Engeland · Finland · Frankrijk · Hongarije · Ierland · Italië · Luxemburg · Nederland · Noorwegen · Oostenrijk · Rusland · Schotland · Wales · Zweden · Zwitserland
KBVB · A-internationals · Selecties · Statistieken · Bondscoaches · Belgisch vrouwenelftal · Olympisch elftal · België U21 · België U20 · België U19 · België U18 · België U17 · België U16 · Vrouwen U19 · Vrouwen U17
Albanië ·
Algerije ·
Andorra ·
Argentinië ·
Armenië ·
Australië ·
Azerbeidzjan ·
Bosnië en Herzegovina · 
Brazilië ·
Bulgarije ·
Burkina Faso ·
Canada ·
Chili ·
Colombia ·
Costa Rica ·
Cyprus ·
DDR ·
Denemarken ·
Duitsland ·
Egypte ·
El Salvador ·
Engeland ·
Estland ·
Faeröer ·
Finland ·
Frankrijk ·
Gabon ·
Gibraltar ·
Griekenland ·
Hongarije ·
Ierland ·
IJsland ·
Irak ·
Israël ·
Italië ·
Ivoorkust ·
Japan ·
Joegoslavië ·
Kazachstan ·
Kroatië · 
Letland ·
Litouwen ·
Luxemburg ·
Malta ·
Marokko ·
Mexico ·
Montenegro · 
Nederland ·
Noord-Ierland ·
Noord-Macedonië ·
Noorwegen ·
Oekraïne ·
Oostenrijk ·
Panama · 
Paraguay ·
Peru ·
Polen ·
Portugal ·
Qatar ·
Roemenië ·
Rusland ·
San Marino ·
Saoedi-Arabië ·
Schotland ·
Servië ·
Servië en Montenegro ·
Slovenië ·
Slowakije ·
Sovjet-Unie ·
Spanje ·
Tsjechië ·
Tsjecho-Slowakije ·
Tunesië · 
Turkije · 
Uruguay · 
Verenigde Staten · 
Wales · 
Wit-Rusland ·
Zambia · 
Zuid-Korea · 
Zweden · 
Zwitserland
Algerije (2014) ·
Argentinië (2014) · 
Brazilië (2018) · 
Canada (2022) · 
Denemarken (2021) · 
Engeland (2018, 1) · 
Engeland (2018, 2) · 
Finland (2021) · 
Frankrijk (1904) ·
Frankrijk (2018) · 
Ierland (2016) · 
Italië (2016) · 
Italië (2021) · 
Japan (2018) · 
Kroatië (2022) · 
Marokko (2022) · 
Nederland (1985) · 
Panama (2018) ·
Polen (1982) · 
Portugal (2021) · 
Rusland (2014) · 
Rusland (2021) · 
Sovjet-Unie (1982) · 
Tunesië (2018) · 
Verenigde Staten (2014) ·
West-Duitsland (1980) · 
Zuid-Korea (2014)